# 西宮名塩サービスエリア
西宮名塩サービスエリア（にしのみやなじおサービスエリア）は、兵庫県西宮市塩瀬町名塩にある中国自動車道のサービスエリアである。

## 概要

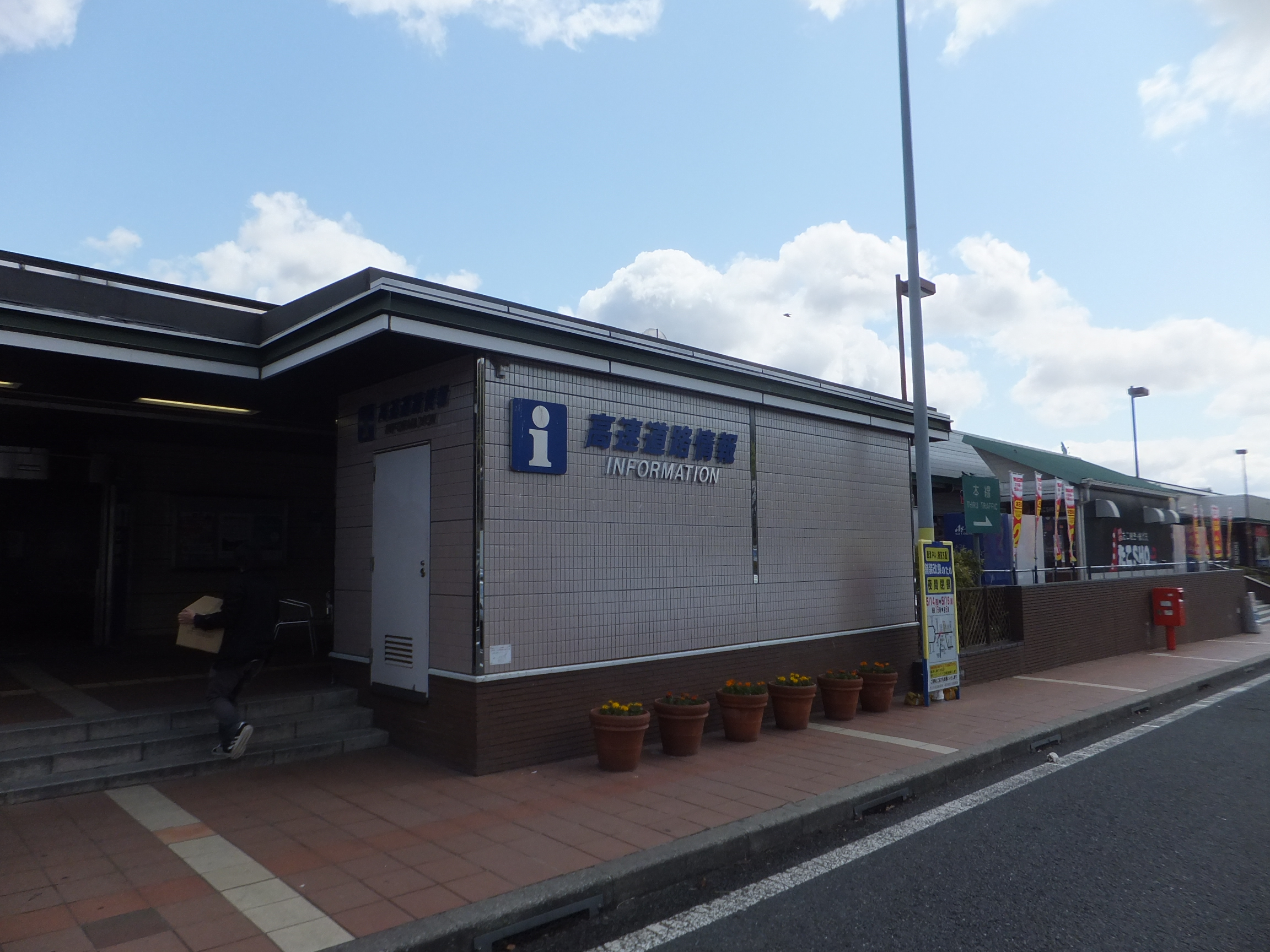
上り線の施設

1988年（昭和63年）7月9日に開設された。本線部分は1975年（昭和50年）10月16日に供用されており、当初からこの地点にSAが設置されることは決まっていたものの、環境問題を懸念した住民からの反対により1972年（昭和47年）10月以降工事が中断されていた。1985年（昭和60年）7月頃に地元との協議が再開され、翌年には工事も再開された。なお、供用前の仮称は「六甲サービスエリア」であった。
開設に伴い、赤松PAに設置されていたガソリンスタンドが当SAに移設された。
開設まで、中国道で最も大阪寄りにあった赤松PAの東側14.3kmの地点に出来た ため、当サービスエリア（SA）開業前よりは改善したものの、それでも下り線は手前の（上り線では次の）SA・PAとの距離がいずれも長く、開業時点では、名神京都方面の桜井PAから35.1 km が最も近く、西名阪道香芝SAから62.8 km、阪和道岸和田SAからは80.0kmの間に休憩所がない状態にあった。その後、1997年～98年にかけて名神の拡幅工事により桜井PAが廃止され、さらに13.0km離れた桂川PAに移転したため、名神京都方面の最寄休憩所からは48.1 km、その後に開通した京滋バイパスを経由した場合、京滋バイパス内に休憩所がないため草津PAから72.2kmと最寄休憩所からの距離が拡大した。一方で、上り線から西名阪道・阪和道方面へは1995年に近畿道内に小規模ながら東大阪PA（39.8 km）が設置、西名阪道・阪和道から中国道下り線へは2014年に同じく近畿道にやはり小規模ながら八尾PAが設置されたため47.0kmに短縮された。また新名神高速道路の高槻JCT/IC～神戸JCTが開業した2018年3月18日以降は、高槻JCT以東⇔神戸JCT以西の通行に限っては、途中茨木千提寺PA及び宝塚北SAが設置されている新名神経由でも（当SAを経由しなくても）通行が可能となった。
2007年（平成19年）12月28日に上・下り線トイレをリニューアルオープンした。

## 道路
- E2A 中国自動車道

## 施設

### 上り線（大阪・京都方面）
2007年（平成19年）4月25日10時30分にリニューアルオープンした。
- 駐車場
  - 大型18台
  - 小型83台
  - 二輪4台
  - トレーラー2台
- トイレ
  - 男性 大7室（和式2・洋式5）・小20据
  - 女性 27室（和式4・洋式23）
  - 車椅子用 1室
- ガソリンスタンド（ENEOS（ナカムラ）、24時間）
  - 以前はJOMOであった。
- 電気自動車用急速充電器（24時間）：要事前登録
- バス停留所
- レストラン（朝日エアポートサービス、7時00分 - 22時00分）
- スナック（朝日エアポートサービス、24時間）
松屋（24時間）
- ショッピング（朝日エアポートサービス、24時間）
- デリカコーナー（11時00分 - 18時00分）
- 自動販売機
- インフォメーション・FAXサービス（平日9時00分 - 19時00分 / 土曜・日曜・祝日8時00分 - 20時00分）
- ハイウェイ情報ターミナル
- 郵便ポスト（宝塚郵便局）
- 携帯電話充電サービス（24時間）

### 下り線（広島・四国方面）
- 駐車場
  - 大型20台
  - 小型100台
  - 二輪8台
  - トレーラー2台
- トイレ
  - 男性 大7室（和式1・洋式6）・小20据
  - 女性 28室（和式3・洋式25）
  - 車椅子用 1室
- ガソリンスタンド（ENEOS（西日本宇佐美）、24時間）[注 2]
- 電気自動車用急速充電器（24時間）：要事前登録
- バス停留所
- レストラン（神姫フードサービス、平日11時00分 ｰ 21時00分　土日祝7時00分 - 22時00分）
- スナック（神姫フードサービス、24時間）
- コーヒーショップ（ドトールコーヒー、7時00分 - 18時00分）
- たこ焼きや（たこやばし、9時00分 - 20時00分）
- ショッピング（神姫フードサービス、24時間）
- インフォメーション・FAXサービス（平日8時00分 - 18時00分 / 土曜・日曜・祝日7時00分 - 19時00分）
- ハイウェイオフィス[6]
- 自動販売機
- ハイウェイ情報ターミナル
- 郵便ポスト（宝塚郵便局）
- 携帯電話充電サービス（24時間）

## 西宮名塩バスストップ
現在は使用されていない（上り線はふくふく大阪号の2013年7月1日到着、下り線はふくふく大阪号の2013年6月30日出発が最終）。
晩年は道路渋滞が激しくなるシーズンには当停留所を通過する場合があった。

### 停車する路線
なし
過去に乗降扱いを行っていた路線便
- ふくふく大阪号（サンデン交通）
- ムーンライト号（阪急観光バス・西日本鉄道）
- さつま号（阪急観光バス・南国交通）
- 大阪 - 新見・三次線（阪急バス・備北バス）
- みよしワインライナー（中国バス）
- 特急バス（全但バス）
- 大阪梅田 - 舞鶴線（京都交通）
- くにびき号（阪急バス・一畑バス・JRバス中国）
- 大阪 - 天橋立・宮津線（阪急バス・丹後海陸交通）
- 中国ハイウェイバス（山崎・福崎・西脇・柏原発着便のみ）
- オレンジライナーえひめ号（阪急バス・伊予鉄バス；瀬戸中央自動車道経由便のみ）
- よさこい号（阪急バス・高知県交通・土佐電気鉄道；瀬戸中央自動車道経由便のみ）
- ロマン長崎号（阪急観光バス・長崎県交通局）

### バス停へのアクセス
- 阪急バス151系統・152系統・154系統・155系統・156系統・157系統・160系統・164系統・165系統・180系統 名塩バス停（国道176号）※西向きのみ停車

## 隣
E2A 中国自動車道
(3) 宝塚IC - 西宮名塩SA - (4) 西宮山口JCT